# 4e division d'infanterie (Empire allemand)
Pour les articles homonymes, voir 4e division.
La 4e division d'infanterie est une unité de l'armée allemande qui participe aux guerres des duchés et austro-prussienne. Plus tard elle combat lors de la guerre franco-allemande de 1870, puis lors de la Première Guerre mondiale. Au déclenchement du conflit, elle forme avec la 3e division d'infanterie le 2e corps d'armée rattaché à la Ire armée allemande. La 4e division d'infanterie entre en Belgique, puis poursuit les troupes alliées à travers le nord de la France. En septembre, elle est combat lors de la bataille de la Marne, puis sur l'Aisne et dans les Flandres. À la fin de 1914, la division est transférée sur le front de l'est où elle demeure jusqu'en septembre 1915, date de son retour sur le front de l'ouest de son engagement dans la bataille de Champagne. La division passe l'année 1916 à combattre à Verdun. En 1917, elle est engagée dans la bataille du Chemin des Dames. Au cours de l'année 1918, la division participe aux offensives de printemps allemandes en Picardie et en Flandres avant d'être engagée dans les combats défensifs de l'été et de l'automne. À la fin du conflit, la division est rapatriée en Allemagne où elle est dissoute au cours de l'année 1919.

## Guerre austro-prussienne de 1866

### Composition
- 7e brigade d'infanterie, Ludwig von Schlabrendorff (de)

9e régiment de grenadiers, colonel Karl Gustav von Sandrart
49e régiment d'infanterie, colonel Gustav von Wietersheim
- 8e brigade d'infanterie, général de division Hermann von Hanneken (de)

21e régiment d'infanterie (de), colonel Franz von Krane-Matena (de)
61e régiment d'infanterie, colonel Hermann von Michaelis (de)
- Division de cavalerie 4e régiment d'uhlans, colonel Fedor von Kleist
- Corps d'artillerie de réserve, colonel von Puttkammer

## Guerre franco-allemande de 1870

### Composition
- 7e brigade d'infanterie

9e régiment de grenadiers
49e régiment d'infanterie
- 8e brigade d'infanterie

21e régiment d'infanterie (de)
61e régiment d'infanterie
- 11e régiment de dragons

### Historique
La 4e division d'infanterie participe à la guerre franco-allemande de 1870 et combat lors des batailles de Saint-Privat. Elle est également impliquée dans les sièges de Metz et de Paris.

## Première Guerre mondiale

### Composition

#### Temps de paix, début 1914
- 7e brigade d'infanterie (Bromberg)

14e régiment d'infanterie (Bromberg)
149e régiment d'infanterie (Schneidemühl) et (Deutsch Krone)
- 8e brigade d'infanterie (Gnesen)

49e régiment d'infanterie (Gnesen)
140e régiment d'infanterie (Hohensalza)
- 4e brigade de cavalerie (Bromberg)

3e régiment de dragons (Bromberg)
12e régiment de dragons (Gnesen)
- 4e brigade d'artillerie de campagne (Bromberg)

17e régiment d'artillerie de campagne
53e régiment d'artillerie de campagne

#### Composition à la mobilisation - 1916
- 7e brigade d'infanterie

14e régiment d'infanterie
149e régiment d'infanterie
- 8e brigade d'infanterie

49e régiment d'infanterie
140e régiment d'infanterie
- 4e brigade d'artillerie de campagne

17e régiment d'artillerie de campagne
53e régiment d'artillerie de campagne
- 12e régiment de dragons
- 2e et 3e compagnies du 2e bataillon de pionniers (bataillon de pionniers de Poméranie)

#### 1917
- 8e brigade d'infanterie

14e régiment d'infanterie
49e régiment d'infanterie
140e régiment d'infanterie
- 4e commandement d'artillerie divisionnaire

53e régiment d'artillerie de campagne

#### 1918
- 8e brigade d'infanterie

14e régiment d'infanterie
49e régiment d'infanterie
140e régiment d'infanterie
- 4e commandement d'artillerie divisionnaire

53e régiment d'artillerie de campagne
bataillon du 48e régiment d'artillerie à pied
- 2 escadrons du 3e régiment de grenadiers à cheval.

### Historique
Au déclenchement du conflit, la 4e division d'infanterie forme avec la 3e division d'infanterie le 2e corps d'armée rattachée à la 1re armée allemande.

#### 1914
- 9 - 24 août : concentration à Rheydt, entrée en Belgique le 14 août. Engagée du 23 au 24 août dans la bataille de Mons.
- 25 août - 6 septembre : entrée en France, poursuite des armées alliées. Le 29 août combat à Sailly-Saillisel. La division atteint le Grand Morin le 2 septembre.
- 6 - 10 septembre : engagée dans la bataille de la Marne (Bataille de l'Ourcq), combat à Acy-en-Multien. À partir du 9 septembre, début du repli en direction de l'Aisne.
- 11 septembre - 3 novembre : occupation d'un secteur au nord de Soissons. Engagée dans la bataille de l'Aisne combat vers Roye, puis au cours du mois d'octobre vers Soupir[2].
- 4 - 22 novembre : retrait du front, mouvement par V.F. en Flandres dans la région d'Ypres ; engagée dans la bataille d'Ypres.
- 23 - 27 novembre : retrait du front, mise en réserve de l'OHL ; transfert par V.F. vers le front de l'est.
- 27 novembre - 15 décembre : engagée dans la bataille de Łódź[2].
- 15 décembre 1914 - 18 février 1915 : occupation d'un secteur le long de la Rawka et de la Bzoura ; nombreuses actions locales.

#### 1915
- 19 - 26 février : retrait du front ; repos et mise en réserve de l'OHL.
- 27 février - 28 mars : mouvement vers les Carpathes affectée à l'armée du Sud de Linsingen, engagée dans la bataille de Zwinin[3].
- 29 mars - 14 mai : combat dans la région de Laborczatal ; puis à partir du 5 mai avancée en Galice centrale.
- 14 mai - 13 juin : combat dans la région de Przemyśl et reprise de la ville.
- 14 - 22 juin : engagée dans la bataille de Lemberg.
- 23 juin - 30 août : occupation d'un secteur en Galice polonaise, nombreux combats dans cette zone.

13 - 18 juillet : combat dans la région de Grabowiec.
19 - 30 juillet : combat dans la région de Wojslawice.
1er - 3 août : combat vers Chełm.
7 - 12 août : combat le long de l'Uherka
13 - 17 août : combat dans la région de Włodawa.
19 - 26 août : occupation d'un secteur dans la région de Brest-Litowsk
27 - 30 août : combat dans la région de Kobryn.
- 1er - 12 septembre : occupation d'un secteur le long de la rivière Iasselda.
- 13 septembre - 6 octobre : retrait du front, mise en réserve de l'OHL ; mouvement par V.F. vers le front de l'ouest arrivée dans la région de Sedan.
- 7 octobre - 3 novembre : engagée dans la bataille de Champagne dans le secteur de Tahure. Le 30 octobre, la division attaque en direction de la butte de Tahure et déplore de fortes pertes.
- 3 novembre 1915 - 23 avril 1916 : occupation d'un secteur du front dans la région de Prunay.

#### 1916
- 24 avril - 15 mai : retrait du front et mouvement vers Verdun. À partir du 28 avril, engagée dans la bataille de Verdun.

28 avril - 15 mai : attaque de la cote 304 avec de fortes pertes.
15 mai - 15 juillet : retrait du front ; réorganisation et repos dans la région de Mouzon et de Carignan puis dans la région de Damvillers.
15 juillet - 2 août : engagée à nouveau dans la bataille de Verdun, dans le secteur de l'ouvrage de Thiaumont, les pertes sont très lourdes.
- 3 - 25 août : la division est déplacée sur la rive gauche de la Meuse et occupe un secteur vers Cumières.
- 25 août - 9 septembre : retrait du front ; repos et mise en réserve de l'OHL.
- 10 septembre 1916 - 15 avril 1917 : toujours engagée dans la bataille de Verdun, la division occupe des secteurs du champ de bataille différents ; dans le secteur de Malancourt et d'Avocourt en septembre et octobre, puis au nord-est de Vaux.

15 - 16 décembre : combats vers Louvemont et Bezonvaux.

#### 1917
- 15 avril - 5 mai : retrait du front, la division relève la 10e division de réserve dans la région de Sapigneul, puis est engagée dans la bataille du Chemin des Dames, supporte les attaques françaises du 16 avril et du 4 mai.
- 5 mai - 19 juin : retrait du front, repos dans la région de Caurel ; en ligne dans la région du Mont Haut.
- 19 juin - 19 juillet : retrait du front, mise en réserve dans la région de Époye et de Warmeriville.
- 20 juillet - 30 octobre : en ligne dans le secteur de Moronvilliers.
- 30 octobre - 24 novembre : retrait du front vers Juniville, déplacée par V.F. en Belgique. La division est engagée dans les derniers jours de la bataille de Passchendaele, elle occupe un secteur vers Poelcapelle[3].
- 25 novembre 1917 - 11 janvier 1918 : retrait du front, repos. La division retourne en première ligne à partir du 30 novembre à l'est d'Armentières.

#### 1918
- 12 janvier - 16 mars : retrait du front ; repos et instructions.
- 16 - 20 mars : mouvement par V.F. entre Roubaix et Douai, puis mouvement par étapes vers Neuville-Saint-Rémy. Concentration le 20 mars vers Inchy[3].
- 21 mars - 6 avril : engagée dans l'opération Michaël, le 21 mars progression vers Doignies et Hermies.

24 - 26 mars : en seconde ligne ; repos.
26 mars - 6 avril : engagée en première ligne combats vers Miraumont, Hébuterne et Colincamps. Lourdes pertes au cours de ces combats.
- 6 - 12 avril : retrait du front et repos entre Bapaume et Cambrai.
- 13 avril - 14 mai : mouvement par Douai et Lille au nord de la Lys. Engagée à partir du 18 avril dans la bataille de la Lys. Du 23 avril au 14 mai, la division occupe des positions à l'ouest de Merville[3].
- 15 mai - 27 juillet : retrait du front, repos et reconstitution dans la région de Tournai. Mouvement sur Loos le 30 juin et sur Sailly-sur-la-Lys le 18 juillet.
- 27 juillet - 30 août : relève de la 13e division de réserve[4], occupation d'un secteur dans la région de Merris. Le 18 août, la division a 500 hommes faits prisonniers à Méteren[5].
- 30 août - 11 octobre : retrait du front et mouvement vers Bailleul occupation d'un secteur vers Fleurbaix.
- 11 - 21 octobre : retrait du front, repos dans la région de Denain.
- 21 octobre - 1er novembre : combat défensifs sur la position Hermann dans le secteur de Solesmes et du Quesnoy. Repli défensif sur Beaurain, Ghissignies et Ruesnes[5].
- 1er - 5 novembre : la division est placée en seconde ligne.
- 5 - 11 novembre : retour en première ligne vers Le Quesnoy, repli sur Maubeuge le 9 novembre. À la fin du conflit, la division est transférée en Allemagne où elle est dissoute au cours de l'année 1919.

## Chefs de corps
| Grade                        | Nom                               | Date                                |
| ---------------------------- | --------------------------------- | ----------------------------------- |
| Generalmajor/Generalleutnant | Karl August Ferdinand von Borcke  | 5 septembre 1818 - 15 décembre 1830 |
| Generalleutnant              | Jakob Friedrich von Rüchel-Kleist | 30 mars 1831 - 29 mars 1838         |
| Generalmajor/Generalleutnant | Ludwig von Sohr (de)              | 30 mars 1838 - 8 avril 1842         |
| Generalmajor                 | Friedrich von Brandenstein        | 28 avril 1842 - 25 octobre 1843     |
| Generalmajor                 | Heinrich von Holleben             | 26 octobre 1843 - 2 octobre 1844    |
| Generalleutnant              | Heinrich von Wedel (de)           | 3 octobre 1844 - 3 mars 1852        |
| Generalmajor/Generalleutnant | Ferdinand von Fidler (de)         | 16 mars 1852 - 6 juin 1856          |
| Generalmajor/Generalleutnant | Friedrich von Dankbahr (de)       | 7 juin 1856 - 9 mai 1861            |
| Generalmajor                 | Emil von Czettritz und Neuhaus    | 10 mai - 23 juillet 1861            |
| Generalmajor/Generalleutnant | Hans August von Glisczinski (de)  | 24 juillet 1861 - 12 avril 1862     |
| Generalleutnant              | Friedrich Herwarth von Bittenfeld | 13 avril 1862 - 16 septembre 1866   |
| Generalleutnant              | Benno Hann von Weyhern (de)       | 17 septembre 1866 - 27 avril 1871   |
| Generalmajor                 | Heinrich von Koblinski (de)       | 28 avril - 22 mai 1871              |
| Generalleutnant              | Georg von der Groeben             | 23 mai 1871 - 12 janvier 1872       |
| Generalleutnant              | Wilhelm von Schmeling             | 13 janvier 1872 - 7 novembre 1873   |
| Generalleutnant              | Georg von Wedell (de)             | 8 novembre 1873 - 9 février 1874    |
| Generalmajor/Generalleutnant | August von Borries (de)           | 10 février 1874 - 8 octobre 1880    |
| Generalmajor/Generalleutnant | Heinrich von Rosenzweig (de)      | 9 octobre 1880 - 16 octobre 1883    |
| Generalleutnant              | Hermann von Radecke (de)          | 17 octobre 1883 - 13 octobre 1884   |
| Generalleutnant              | Eduard von Jena (de)              | 14 octobre 1884 - 2 novembre 1885   |
| Generalmajor/Generalleutnant | Alfred von Lewinski               | 3 novembre 1885 - 7 avril 1889      |
| Generalleutnant              | August von Seebeck                | 8 avril 1889 - 23 mars 1890         |
| Generalleutnant              | Georg von Albedyll (de)           | 24 mars 1890 - 17 avril 1893        |
| Generalleutnant              | Ferdinand von Lütcken (de)        | 18 avril 1893 - 1er mai 1897        |
| Generalleutnant              | Paul von Abel                     | 2 mai 1897 - 4 septembre 1900       |
| Generalleutnant              | Wilhelm von Linde                 | 5 septembre 1900 - 23 avril 1904    |
| Generalleutnant              | Egon von Schulz                   | 24 avril 1904 - 9 avril 1906        |
| Generalleutnant              | Ludwig von Held                   | 10 avril 1906 - 31 mars 1909        |
| Generalleutnant              | Richard Kolewe (de)               | 1er avril 1909 - 19 février 1912    |
| Generalmajor/Generalleutnant | Günther von Pannewitz             | 20 février 1912 - 1er novembre 1914 |
| Generalmajor/Generalleutnant | Erich Freyer (de)                 | 2 novembre 1914 - 25 octobre 1918   |